# Atkinson-Gletscher
Der Atkinson-Gletscher ist ein Gletscher im ostantarktischen Viktorialand. In den Admiralitätsbergen fließt er zwischen der Findlay Range und der Lyttelton Range in nördlicher Richtung zum Dennistoun-Gletscher.
Das New Zealand Antarctic Place-Names Committee benannte ihn 1983 nach William Atkinson, Mechaniker und Feldforschungsassistent der geologischen Mannschaft des New Zealand Antarctic Research Program, welche zwischen 1981 und 1982 unter der Leitung von Robert Hamish Findlay im Gebiet des Gletschers tätig war.